# Апітерапія

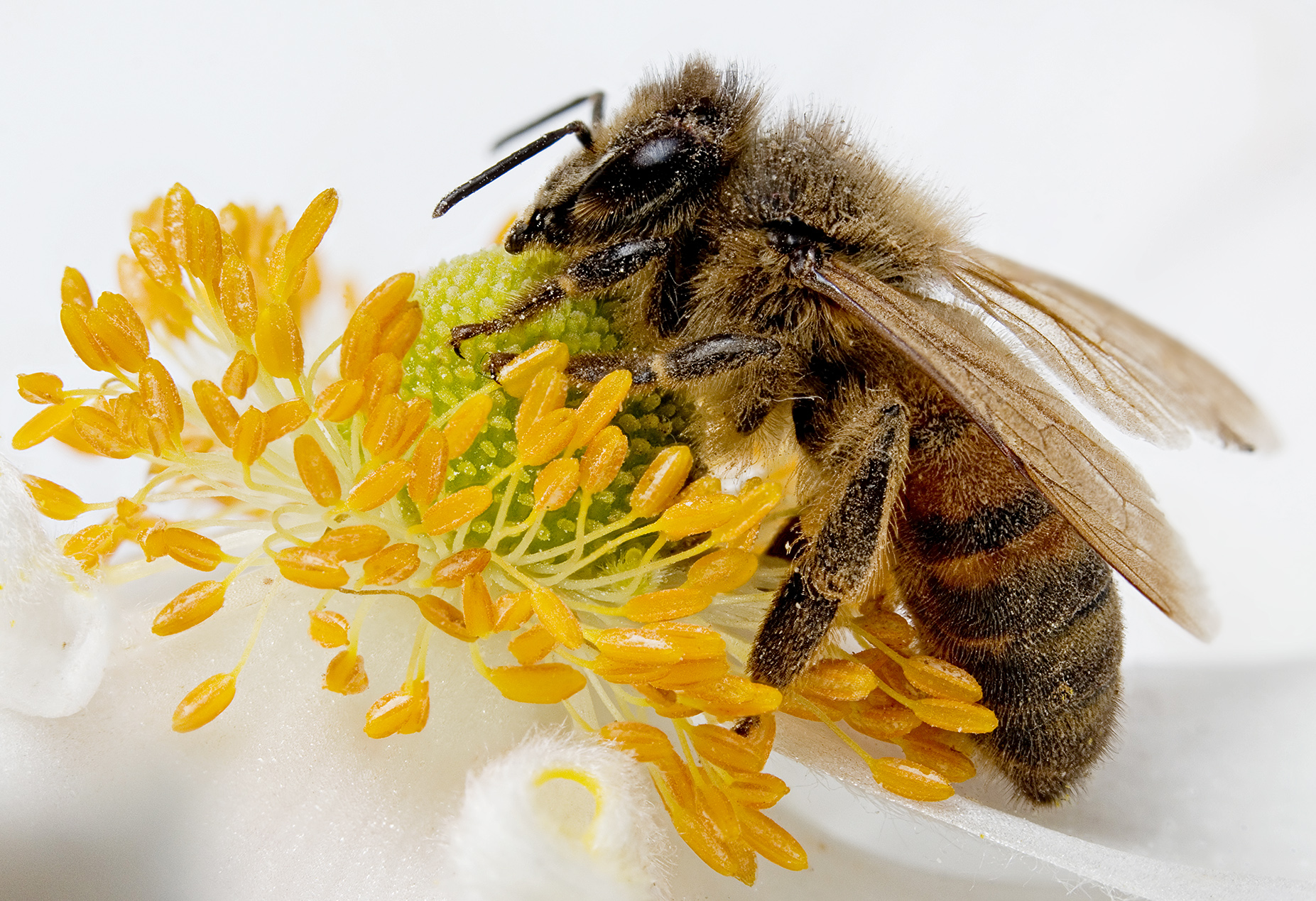
Медоносна бджола, Apis mellifera

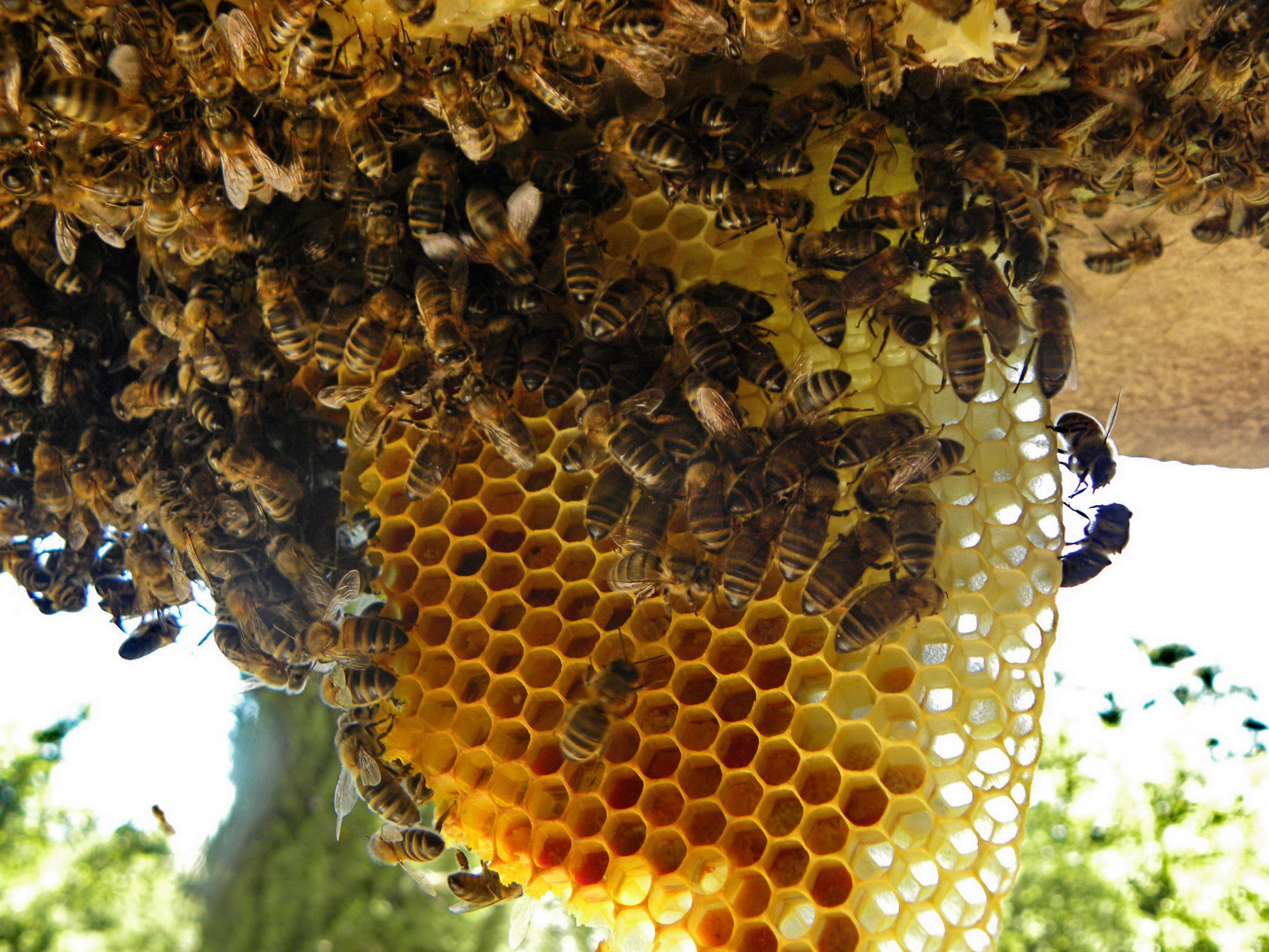
Бджоли на стільниках з медом

Апітерапі́я — медичне використання бджолиних продуктів. Використовуються мед, перга, віск, прополіс, маточне молочко («королівське желе») та бджолина отрута, бджолиний підмор, воскова міль, трутневий гомогенат.
Згідно з чинним законодавством України, апітерапія визначається як «лікування та профілактика захворювань за допомогою продуктів бджільництва».

## Історія
Апітерапія бере свій початок зі Стародавнього Єгипту, Греції та Китаю. Згадки є у Ведах, Біблії та Корані.
Вагомий внесок у розвиток апітерапії зробили вчені професори Артемов Микола Михайлович та його учні Орлов Борис Миколайович та Крилов Василь Миколайович.

## Клінічна практика
Найпоширенішим є веномне застосування апітерапії (лікування бджолиною отрутою).
Найактивнішим компонентом у веномі є мілетин, що має безліч цілющих властивостей. Попри це, в деяких індивідуальних випадках, трапляються люди з алергією до препарату (лікар-професіонал виявляє це до застосування лікування).
У натуропатії веномне лікування іноді поєднують з акопунктурним.
Апітерапія ефективна та безпечна для лікування псоріазу.

## В Україні
Чергові VI Міжнародні курси по апітерапії пройшли в березні 2018 року в Києві на базі Європейського університету.
Провідні апітерапевти
- Тихонов Олександр Іванович — Президент Всеукраїнської асоціації апітерапевтів
- Лабінський Андрій Йосифович
- Пилипчук Іван Йосифович
- Яковенко Едуард Геннадійович — голова громадської організації «Спілка Професійних Пасічників і Апітерапевтів України»
- Фролов Валерій Митрофанович[ru]
- Щуліпенко Ігор Михайлович — лікар-терапевт, доктор медичних наук, професор

## Наукові дослідження
Наукові дослідження проводяться в Інституті молекулярної біології Словацької АН.
- В.О Постоєнко. Роль біологічноактивних апіфітосполук у корекції обмінних процесів в організмах людини і тварин [Архівовано 30 жовтня 2011 у Wayback Machine.]
- Продукти бджільництва та здоров'я людини
- Bee Pollen: Chemical Composition and Therapeutic Application [Архівовано 7 жовтня 2019 у Wayback Machine.] // Evidence-Based Complementary and Alternative Medicine[en]. 2015; 2015: 297425.

### Апітерапія закордоном
- Німецька спілка апітерапевтів [Архівовано 4 вересня 2011 у Wayback Machine.]
- Американська спілка апітерапевтів [Архівовано 17 серпня 2011 у Wayback Machine.]
- Румунська спілка апітерапевтів [Архівовано 4 вересня 2011 у Wayback Machine.]
- Угорська спілка апітерапевтів [Архівовано 4 вересня 2011 у Wayback Machine.]